# Dr. Who and the Daleks
Dr. Who and the Daleks (pt: Dr. Who e a Guerra dos Daleks, br: A Guerra dos Daleks, ou Dr. Who e a Guerra dos Daleks)  é um filme de ficção científica britânico de 1965, realizado por Gordon Flemyng. O filme é uma adaptação de The Daleks, um serial televisivo da série de ficção científica britânica Doctor Who, produzida pela BBC.

## Sinopse
A TARDIS, a nova invenção do Doutor, transporta-o e às suas netas para um planeta distante, onde deparam com os ciborgues alienígenas Daleks.

## Elenco
- Peter Cushing ....... Dr. Who
- Roy Castle ....... Ian Chesterton
- Jennie Linden ....... Barbara
- Roberta Tovey ....... Susan
- Barrie Ingham ....... Alydon
- Michael Coles ....... Ganatus
- Yvonne Antrobus ....... Dyoni
- Geoffrey Toone ....... Temmosus
- John Bown ....... Antodus
- Mark Petersen ....... Elyon
- David Graham, Peter Hawkins ....... Vozes dos Daleks